# Подарунок на Різдво
«Подарунок на Різдво» (англ. Jingle All the Way) — американська комедія 1996 року з Арнольдом Шварценеггером у головній ролі.
Дуже зайнятий на роботі Говард Ленгстон постійно спізнюється на сімейні заходи. Після того як він знову не встигає на виступ власного сина з карате, Говард обіцяє купити йому на Різдво іграшку — Турбомена. Але заклопотаний тато забуває про обіцянку. І ось, згадавши, починає гонитву за іграшкою в останній день. Але аж надто багато охочих, а іграшок залишилося мало.

## Сюжет
Фільм починається серіалом про супергероя Турбомена, який дивиться 9-ирічний хлопчик Джеймі. Його батько — продавець матраців Говард Ленгстон, який часто затримується на роботі. Говард прагне якнайкраще ставитися до клієнтів, але через це приділяє замало уваги дружині Ліз та сину. Його сусід Тед Малтін закоханий у Ліз і шукає нагоду підставити Говарда. Після роботи Говард поспішає на виступ Джеймі з карате, але не встигає через затор на дорозі, а потім йому ще й виписують штраф.
Повернувшись додому, Говард бачить, що Тед прикрасив будинок гірляндами замість нього, а Джеймі сидить ображений. Говард вирішує загладити провину, купивши синові фігурку Турбомена — його улюбленого героя. Він обіцяє подарувати іграшку на Різдво, але Ліз нагадує, що просила купити її ще два тижні тому. Говард бреше дружині, що вже придбав Турбомена.
Напередодні Різдва Говард поспішає купити іграшку, а дружині каже, що лишив її на роботі. Він зустрічає Теда, який теж готує подарунок для Джеймі — справжнього різдвяного оленя. Стоячи в черзі до відкриття крамниці, Говард знайомиться з листоношею Майроном Ларабі, який теж прийшов за Турбоменом. Майрон звинувачує виробників іграшок, що вони нав'язують хибні цінності, але мусить придбати іграшку, щоб порадувати свого сина; він також пояснює свої різні невдачі расизмом щодо темношкірих. Коли крамниця відчиняється, виявляється, що всі фігурки Турбомена вже розкупили. Всі навколо сміються з Говарда й Майрона. Дізнавшись, що останнього Турбомена купила літня жінка, обоє чоловіків марно переслідують її в надії викупити іграшку.
Зазнавши невдачі в одній крамниці, Говард шукає іграшку в інших, але ніде не знаходить бодай єдиного Турбомена. Тим часом Тед відвідує Ліз, допомагаючи їй куховарити. Майрон знову зустрічає Говарда і пропонує шукати Турбомена разом. Випадково вони довідуються, що нову партію іграшок завезли до однієї крамниці. Але Говард ненавмисне пошкоджує поліцейський мотоцикл і тому запізнюється на початок розпродажу.
Фігурок Турбомена лишилося мало, на відміну від Бустера — товариша Турбомена, якого всі ненавидять. Тому іграшки розігрують у лотерею. Говард втрачає кульку з виграшним квитком, але зустрічає чоловіка в костюмі Санти-Клауса, який обіцяє продати Турбомена за завищеною ціною. Підозрюючи, що це шахрай, Говард однак погоджується.
Вони вирушають на підпільну фабрику, де виготовляють підроблені іграшки. Говард купує фігурку за 300 доларів, але виявляє, що вона розвалюється і ще говорить іспанською. Шахраї насміхаються з Говарда і він починає бійку проти безлічі пройдисвітів, одягнених, як Санта-Клаус і ельфи. Раптом на фабрику здійснює облаву поліція. Говард ледь уникає арешту, вдавши з себе офіцера під прикриттям за допомогою іграшкового жетона.
Засмучений невдачею та лишившись без пального для авто, Говард зупиняється в закусочній, звідки телефонує додому, намірений розповісти Ліз правду. Джеймі відповідає на дзвінок, нагадуючи, що Говард ще обіцяв відвідати з ним різдвяний парад. Хлопчик звинувачує батька, що той ніколи не виконує обіцянок, і кидає слухавку. В тій же закусочній Говард зустрічає Майрона, якому теж не вдалося добути Турбомена. Майрон розповідає як був ображений на власного батька, бо той не подарував йому бажану іграшку в дитинстві. Говард уявляє як Джеймі стане невдахою і зіп'ється через те, що не отримав подарунок. Під час розмови Говард і Майрон випадково чують по радіо оголошення про розіграш фігурки Турбомена. Вони повинні назвати імена всіх оленів Санти-Клауса телефоном, але через їхню сутичку телефон ламається. Тоді обоє чоловіків біжать прямо на радіостанцію. Майрон погрожує підірвати радіостанцію бомбою, яку він нібито випадково знайшов на пошті. Діджей під час їхньої суперечки викликає поліцію та пояснює, що розігрували не фігурку, а сертифікат на її придбання. Офіцер Александр Гаммелл, з яким Говард уже стикався кілька разів впродовж дня, оглядає пакунок з бомбою і вона несильно вибухає, виявившись справжньою.
Повернувшись до свого авто, Говард бачить, що його обікрали. Він їде додому на евакуаторі, де знаходить Теда, що ставить зірку на різдвяну ялинку. Тоді Говард вирішує вкрасти фігурку Турбомена, яку Тед купив для свого сина Джонні, але зрештою розкаюється і відмовляється від задуму. Тедовий олень помічає його і переслідує по будинку, що спричиняє пожежу. Ліз бачить у вікні Говарда і розуміє, що він хотів викрасти іграшку. Після цього Ліз вирушає на різдвяний парад з Тедом, Джеймі та Джонні.
Висадивши Джеймі та Джонні, Тед чіпляється до Ліз, але вона б'є його. Тим часом, пам'ятаючи свою обіцянку синові піти на парад, Говард поспішає туди й знову стикається з Гаммелом, який хоче його затримати. Говард ховається в коморі, де його сприймають за актора, що зображуватиме Турбомена. Він одягає високотехнологічний костюм, здатний літати. В ролі Турбомена він повинен розіграти фігурку зі спеціального видання, яку подарує якійсь одній дитині. Говард розуміє, що це його шанс виконати обіцянку для Джеймі.
Говард обирає Джеймі, але фігурку намагається відібрати Майрон, який одягнув костюм заклятого ворога Турбомена, Дементора, щоб потрапити на парад. Майрон вимагає віддати іграшку, починається бійка, яку глядачі сприймають за частину вистави. Джеймі підказує які функції має костюм Турбомена, чим Говард користується, щоб на мить здолати суперника. Забравши іграшку, Джеймі тікає, але Майрон переслідує його на дах будинку. Говард використовує двигуни костюма, щоб злетіти над містом, але не справляється з керуванням і падає. Однак, Джеймі радить скористатися бумерангом. Говард збиває Майрона та ловить Джеймі, коли той падає з даху.
Коли Джеймі жалкує, що батько не бачив цієї пригоди, Говард відкривається своїй родині, знявши маску. Гамелл забирає іграшку в Майрона та віддає її Джеймі, а Майрона заарештовують. Тоді Джеймі віддає фігурку Майрону, сказавши, що вона йому не потрібна, бо його батько — справжній герой.
У сцені після титрів Говард завершує прикрашати ялинку вдома. Ліз приємно здивована, що Говард пройшов крізь стільки пригод заради іграшки для сина. Слідом вона запитує чи купив Говард подарунок для неї.

## У ролях
- Арнольд Шварценеггер — Говард Ленгстон
- Синбад — Майрон Ларебі
- Філ Гартман — Тед Малтін
- Ріта Вілсон — Ліз Ленгстон
- Роберт Конрад — офіцер Александр Гаммел
- Мартін Мулл — Ді Джей
- Джейк Ллойд — Джеймі Ленгстон
- Джеймс Белуші — Санта в торговельному центрі
- Е.Дж. Де Ла Пена — Джонні
- Лорейн Ньюмен — перша леді
- Джастін Чепман — Біллі
- Гарві Корман — президент
- Деніел Ріордан — Турбомен
- Джефф Л. Дейст — лялькар
- Нада Деспотовіч — Маргарет
- Рут Ефтон Гджелмґрен — Джуді
- Керолайн Кайзер — Мері
- Семюел Б. Морріс — Сенсей
- Емі Пітц — Ліза Тиш
- Шон Гамільтон — помічник Сенсея
- Льюїс Даубера — менеджер магазину іграшок
- Білл Шопперт — батько в магазині іграшок
- Кортні Гуделл — дівчинка в магазин іграшок

## Сприйняття
На Rotten Tomatoes «Подарунок на Різдво» отримав 21 % схвальних відгуків критиків з середньою оцінкою 4,4/10. Консенсус критиків сайту повідомляє: «Арнольд Шварценеггер робить усе можливе, але „Подарунок на Різдво“ потерпає від нерівномірного тону, різко змінюючи потенційну сатиру на споживацтво на дивакуватий фарс-фест». На Metacritic фільм отримав оцінку 34 зі 100, що відповідає «загалом несхвальним відгукам».
Як повідомляє Common Sense Media, хоча фільм формально сімейний, він призначений для дорослих, які були в становищі Говарда. Він про змагання, стрес, відчай і споживацтво, тому у фільмі дітям нема на кого рівнятися. Фактично він про те, як купити любов своєї дитини за допомогою іграшки.
Роджер Еберт писав у рецензії на цей фільм: «Мені багато в чому сподобався фільм, який є геніальним і має багато енергії, але я був начебто причавлений його невблаганно матеріалістичним поглядом на Різдво, а також вибором дій і (помірного) насильства замість діалогів і сюжету. Я впевнений, що це сподобається глядачам, але я мушу підняти руку на знак незгоди й запитати: будь ласка, сер, чи можемо ми мати більше добра серед людей?».

## Цікаві факти
- Як і в інших комедіях (крім «Останнього кіногероя» і «Правдивої брехні»), Арнольд Шварценеггер відмовився від гонорару, віддавши перевагу частці з касових зборів.
- У 1997 році фільм «Подарунок на Різдво» був номінований на антинагороду «Золота малина» в категорії «Найгірший режисер».
- Роль Санта Клауса, який переконав героя Шварценеггера купити у нього зламану ляльку Турбомена, грає актор Джеймс Белуші. Він був партнером Арнольда в картині «Червона спека» і в інших фільмах.